# 內法斯穆沙
內法斯穆沙（Nefas Mewcha）是埃塞俄比亞北部阿姆哈拉州南貢德爾地區的小鎮，座標11°44′N 38°28′E / 11.733°N 38.467°E，海拔3,120米。根據埃塞俄比亞中央統計局2005年人口普查的資料，內法斯穆沙人口約18,691，其中男性9,009人，女性9,682人。